# Vincenzo Nibali
Vincenzo Nibali (phát âm tiếng Ý: [vinˈtʃɛntso ˈniːbali]; sinh ngày 14 tháng 11 năm 1984) là một cua rơ người Ý Vincenzo Nibali giành chiến thắng tại giải đua xe đạp Tour de France 2014. Cua rơ Nibali đã hoàn toàn áp đảo tại Tour de France 2014 khi mặc áo vàng ở 18 trong tổng số 21 chặng đua. Nibali bắt đầu tạo ưu thế khi thắng chặng thứ hai tại Yorkshire. Sau đó, ở chặng 5, Nibali về nhất, hơn 2 phút so với Alberto Contador, cua rơ người Tây Ban Nha từng hai lần đoạt áo vàng tại giải.
Vincenzo Nibali sinh ngày 14 tháng 11 năm 1984 tại Messina, Sicily, con trai của Salvatore và Giovanna. Để trở thành một tay đua xe đạp, rời khỏi quê Messina và chuyển đến Toscana lúc lên 16 tuổi.